# Gottlob Walz
Gottlob Walz (29. červen 1881 – 1943 Stuttgart) byl německý skokan a olympionik. Účastnil se olympijských meziher v roce 1906 a letních olympijských her v roce 1908.
Na mezihrách roku 1906 získal zlatou medaili v jediné skokanské disciplíně her - skoku z 10metrové věže. Tyto hry však již nejsou Mezinárodním olympijským výborem považovány za oficiální. O dva roky později si vyskákal bronzovou medaili v třímetrovém prknu, avšak byl nucen se o ní podělit s reprezentantem USA Georgem Gaidzikem.